# Sławomir Szmal
Sławomir Szmal (2 de octubre de 1978, Zawadzkie, Alta Silesia, Polonia) es un exjugador de balonmano polaco que jugó en la posición de portero. Su último equipo fue el KS Vive Targi Kielce de la liga polaca.

## Equipos
- ASPR Zawadzkie (1986-1996)
- WKW Opole (1996-1997)
- Hutnik Kraków (1997-1999)
- KS Warszawianka (1999-2002)
- Orlen Wisła Płock (2002-2003)
- TuS Nettelstedt-Lübbecke (2003-2005)
- Rhein-Neckar Löwen (2005-2011)
- KS Vive Targi Kielce (2011-2018)

## Palmarés

### Wisła Płock
- Copa de Polonia (2002 y 2003)

### Kielce
- Liga polaca de balonmano (7): 2012, 2013, 2014, 2015, 2016, 2017, 2018
- Copa de Polonia de balonmano (7): 2012,  2013, 2014, 2015, 2016, 2017, 2018
- Liga de Campeones (1): 2016

### Selección nacional

#### Campeonato del Mundo
- Medalla de plata en el Campeonato del Mundo de 2007
- Medalla de bronce en el Campeonato del Mundo de 2009
- Medalla de bronce en el Campeonato del Mundo de 2015

### Consideraciones personales
- IHF Jugador del Año (2009)
- Mejor portero del europeo (2010)